# Giovanni Colonna (historien)
Ne pas confondre avec l'archéologue et historien d'art Giovanni Colonna, né en 1934, ni avec le cardinal Giovanni Colonna.
Pour les articles homonymes, voir Colonna et Colonne.
Giovanni Colonna (né vers 1298 à Gallicano, mort vers 1343 à Tivoli) est un historien italien, surtout connu pour son œuvre Mare historiarum (en français « La Mer des histoires »).

## Biographie
Fils de Bartolomeo, de la branche des Colonna de Gallicano, il étudie à Chartres, à Troyes, à Amiens et à Paris, où il était frère dominicain vers 1320. En 1324, il devient prédicateur de l'ordre, et est aumônier de Giovanni Conti, évêque de Nicosie à Chypre, où il reste jusqu'à la mort de celui-ci en 1332. En 1332, Giovanni Colonna se rend à Avignon où se trouvait le cardinal éponyme, son parent, et il travaille avec le poète Pétrarque, écrivain au service de la puissante famille Colonna. Toujours en 1332, il débute la rédaction du De viris illustribus, dont la première rédaction est achevée en 1337-38, la même année où Pétrarque commence la rédaction de son œuvre éponyme.
Contraint de quitter Avignon pour des rivalités, Giovanni Colonna revient à Rome, où en 1337 il est prieur de l'Église Sainte-Sabine de Rome. L'année suivante il est à Tivoli, où il poursuit la rédaction de son Mare Historiarum, et où il meurt probablement fin 1343 sans l'avoir terminé.

## Œuvres

### De viris illustribus
Le livre De viris illustribus de Giovanni Colonna, une collection de 330 courtes biographies, était connu de Pétrarque, comme d'autres livres de même nom et de même sujet. Les biographies sont classées par ordre alphabétique et sont divisés en deux parties : les hommes célèbres païens et les hommes célèbres chrétiens. Les sources de Colonna sont principalement Jérôme de Stridon, Isidore de Séville, Vincent de Beauvais et Walter Burley. Quatre manuscrits du livre de Colonna sont conservés à la Bibliothèque universitaire de Bologne, à la Biblioteca Marciana de Venise, à la Bibliothèque Casanatense de Rome et à la Bibliothèque apostolique vaticane respectivement.

### Mare Historiarum

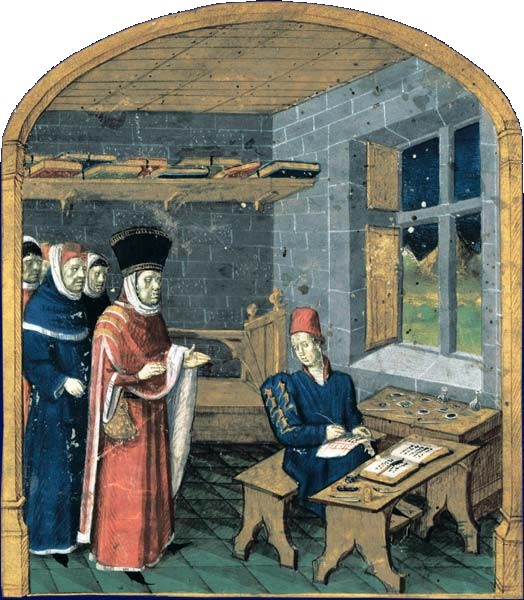
Miniature illustrant l'ouvrage Mare historiarum, rédigé par l'historien Giovanni Colonna au XIII^{e} siècle. Elle montre le chancelier Guillaume Jouvenel des Ursins, commanditaire de l'ouvrage, rendant visite à un enlumineur dans son atelier.

Le Mare Historiarum, composé de 732 chapitres répartis en sept livres, est une histoire universelle, depuis la création du monde jusqu'en 1250. La rédaction de l'ouvrage est interrompue par la mort de l'auteur. Le travail est conservé en quatre manuscrits, deux à la Bibliothèque nationale de France (ms. lat. 4914 et ms. lat. 4915, le deuxième, le Mare historiarum de Jouvenel des Ursins, étant magnifiquement enluminé par le Maître de Jouvenel et son école), un autre à la Bibliothèque apostolique vaticane (ms. Vat. lat. 4963), et un à la Bibliothèque Laurentienne de Florence (Edili 173, autographe). Il a été traduit en castillan au XVe siècle par Fernán Pérez de Guzmán avec pour titre Mar de Historias.
Les premières éditions en français intitulées La Mer des histoires sont celles de Pierre Le Rouge pour Vincent Commin datant de 1488, et celle de Jean du Pré à Lyon en 1491. L'édition de Pierre Le Rouge n'a pas pour base le texte de Giovanni Colonna. Son titre est repris du Mare historiarum de Giovanni Colonna, mais le texte est la traduction d'une chronique universelle intitulée Rudimentum novitiorum et compilée vers 1470-1474 par un clerc anonyme de Lübeck, ville où elle fut imprimée vers 1475 par Lucas Brandis (de). Un tirage spécial de l'ouvrage est somptueusement décoré, à la gloire de Charles VIII.